# VostGOK
VostGOK (abréviation de Vostotchny Gorno-Obogatitelny Kombinat; en français : Combinat d'entreprises publiques minières et minéralurgiques de l'est)  est un combinat d'entreprises minières ukrainiennes spécialisées dans l'extraction et le traitement du minerai d'uranium.

## Histoire
Elle est fondée en 1951 pour exploiter un gisement d'uranium découvert l'année précédente à Jovti Vody, dans l'oblast de Dnipropetrovsk. L'extraction commença en 1956 et le premier concentré d'uranium (yellow cake) est produit en 1959. 
En 1972, VostGOK ouvre une seconde mine d'uranium à Smoline, dans l'oblast de Kirovohrad.
En 2007, VostGOK produit près de 1 000 tonnes de concentrés d'uranium (U3O8). C'est le plus important complexe d'extraction d'uranium d'Europe. Il assure la totalité des besoins en uranium des centrales nucléaires ukrainiennes, et représente 2 % de la production mondiale d'uranium. L'entreprise produit aussi de l'acide sulfurique et des matériels et équipements miniers.
Depuis 2008, VostGOK est dirigée par Aleksandr Hennadyewytsch Sorokyn.
En 2011, l'extraction d'uranium a débuté dans un nouveau gisement situé à Novokonstantinovsk, dans l'oblast de Kirovohrad.
En décembre 2014, Areva annonce vouloir produire de l'uranium en Ukraine en coopération avec VostGOK[réf. souhaitée].